# أندريه ليفريت
أندريه ليفريت (بالفرنسية: André Levret) هو طبيب توليد فرنسي مارس الطب في باريس. كان معاصراً لطبيب التوليد الإنجليزي الشهير ويليام سميلي (1697-1763)، وجنباً إلى جنب مع جان لويس بودلوك (1745-1810)، ساعد في تقدم علم التوليد في فرنسا في القرن الثامن عشر.